# Stefan Bellof
Stefan Bellof (Gießen, 20 novembre 1957 – Stavelot, 1º settembre 1985) è stato un pilota automobilistico tedesco, campione del mondo Endurance nel 1984.

## Carriera

### Gli esordi

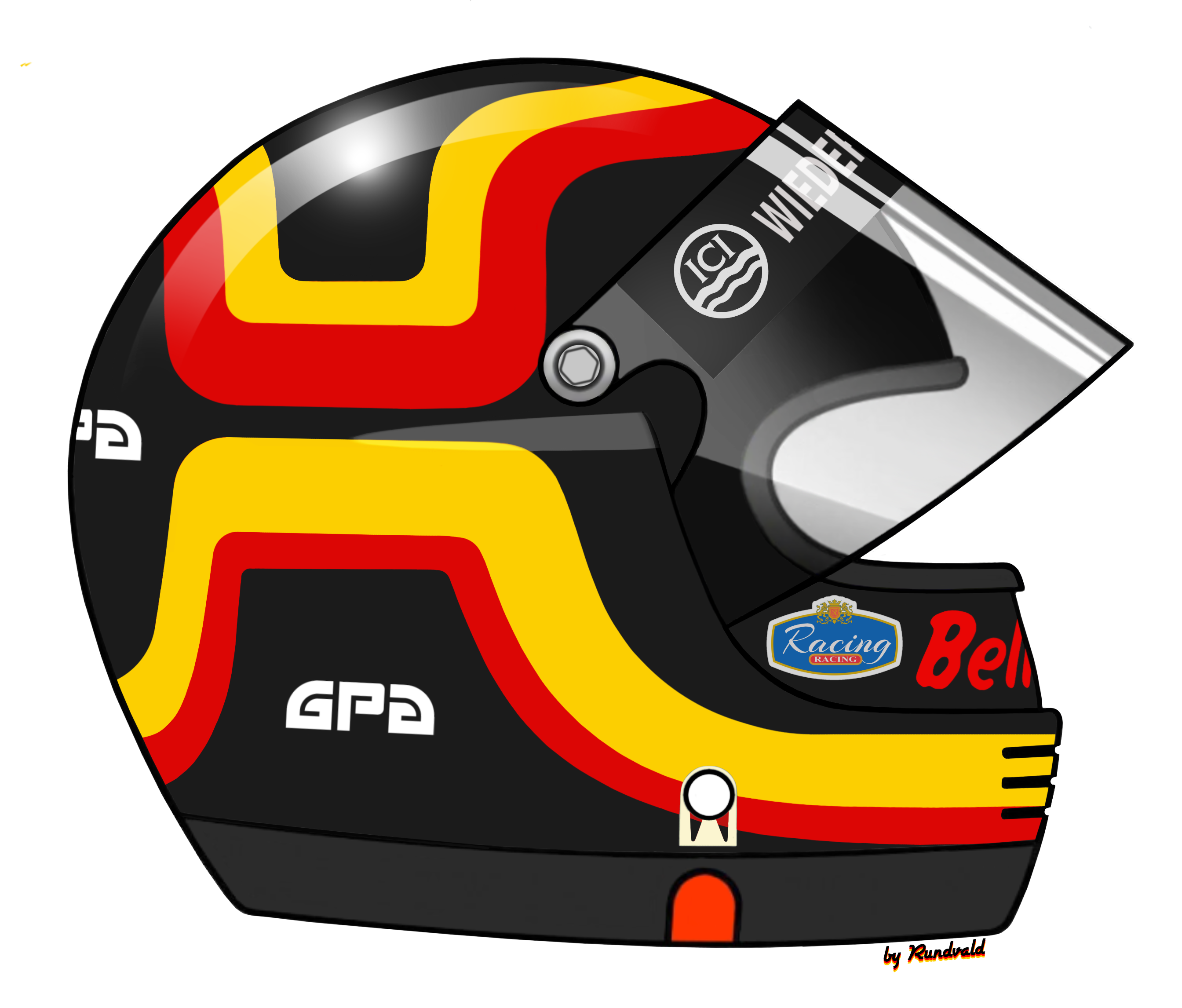
Casco di Stefan Bellof. Il design è stato creato nel 1982 con i colori della bandiera tedesca, da Angelika Langner, la fidanzata del pilota.

Stefan Bellof cominciò la sua carriera a 16 anni sui kart vincendo alcuni titoli nazionali.
Nel 1980 entrò nella Formula Ford Nazionale 1600 vincendo al primo tentativo, a 23 anni; nel 1981 vinse l'edizione internazionale. Ottenuta una guida nella Formula 3 con una Ralt RT3 per le rimanenti 7 gare, venne notato quando vinse alla terza partecipazione; aggiunse altre due vittorie e poi si trasferì in Formula 2 nel 1982. Entrato nel Team Maurer-BMW, vinse al debutto a Silverstone sul bagnato e ad Hockenheim la gara successiva. Rimase con Maurer nel 1983, ma nell'estate 1982 aveva già debuttato nelle gare riservate alle sportprototipo, partecipando col Kremer Racing alla gara del DRM (il Campionato tedesco per vetture Sport) all'Hockenheimring e alla 1000 km di Spa (valida per il mondiale Endurance).
La Rothmans aveva già notato le potenzialità di Bellof e mettere una giovane promessa tedesca su una Porsche era allettante. Fu quindi inserito nella squadra ufficiale Rothmans Porsche in coppia col più esperto Derek Bell; ottenne pole e vittoria a Silverstone; seguirono altre due vittorie (sempre con pole) al Fuji e a Kyalami. All'ultima gara della serie, sul tracciato del Nürburgring, Bellof mostrò le sue doti di velocista segnando un tempo rimasto negli annali del circuito tedesco in quanto primato sul giro: 6'11'’130.

### Formula 1 ed Endurance

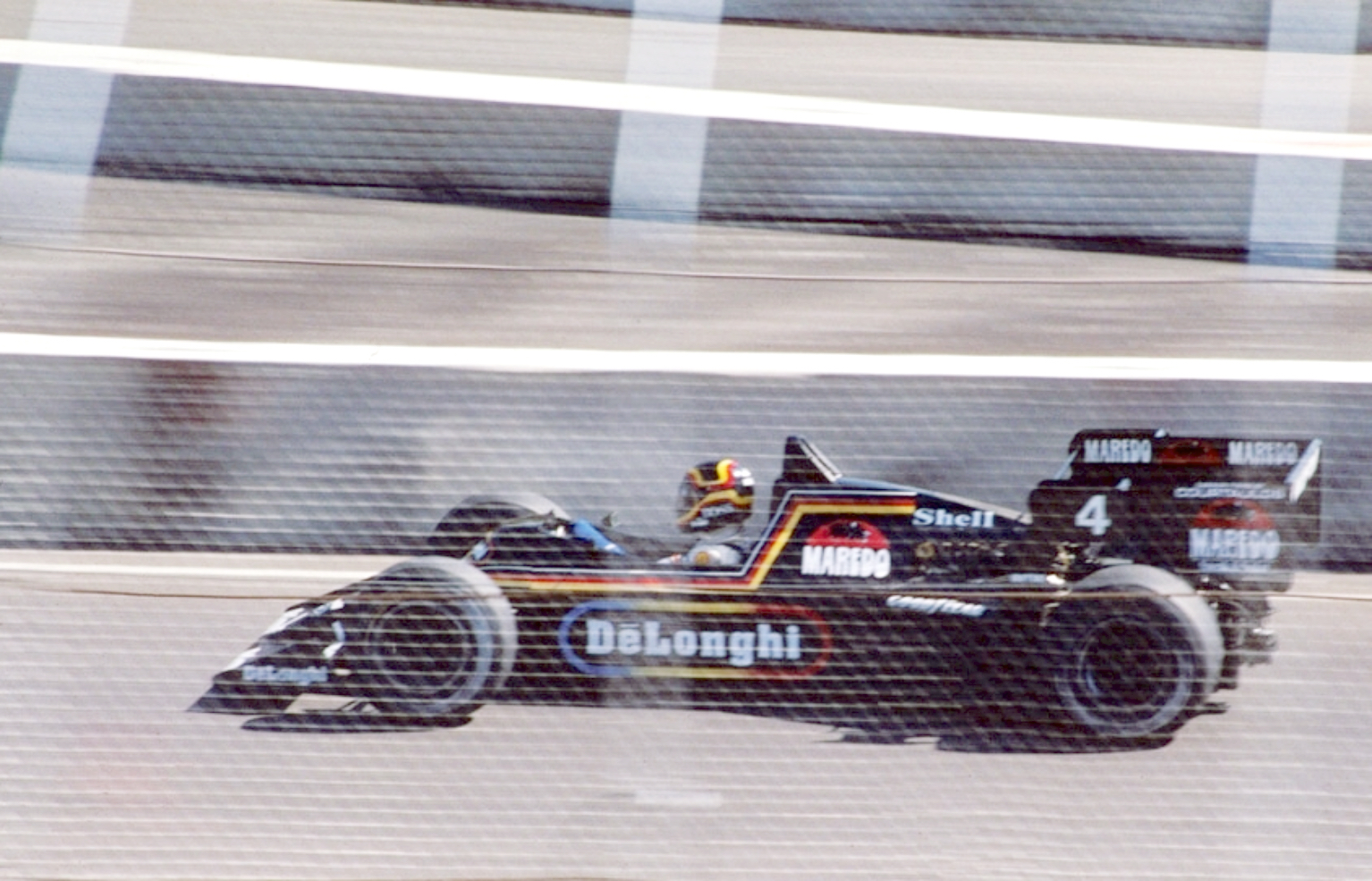
Bellof al volante della Tyrrell 012 nel Gran Premio degli Stati Uniti d'America 1984

Durante il 1983 Bellof ebbe la possibilità di fare alcuni test con la McLaren assieme all'astro nascente della F1 Ayrton Senna; la Rothmans gli vietò però di passare ad un team sponsorizzato da un'altra compagnia di tabacchi, così Bellof fu esiliato in un team secondario, la Tyrrell, che non contravveniva ai dettami Rothmans; Bellof poté quindi correre il Campionato mondiale Endurance, ai comandi di una 956B, vincendo per la Rothmans a Monza, Nurburgring, Spa-Francorchamps, Imola, Fuji e Sandown Park. Il risultato finale fu la vittoria nel Campionato e la conquista del titolo tedesco con il team Brun Motorsport. Per contro in F1 la Tyrrell di Bellof era l'unica compagine che montasse ancora il vecchio motore Ford Cosworth DFY, un propulsore aspirato che sviluppava una potenza massima di oltre un centinaio di cavalli vapore inferiore ai motori turbocompressi della concorrenza. Ottenne risultati significativi con un sesto posto a Zolder e un quinto posto a Imola.
Un risultato sopra le aspettative avvenne a Monaco; la gara partì sotto il diluvio e Bellof, qualificatosi ventesimo, rimontò fino alla decima posizione in tre giri. Nelle tornate seguenti inanellò numerosi sorpassi, tra cui quelli ai danni di Keke Rosberg e René Arnoux, fino ad arrivare terzo. La gara venne interrotta al trentunesimo giro dal commissario di pista Jacky Ickx prima di aver completato almeno metà della gara, quindi il punteggio assegnato fu dimezzato; per il recupero portentoso di Bellof rimasero solo 2 punti. Due gare dopo, a Montreal, arrivò la gara più amara nell'annata di Bellof e della Tyrrell: le analisi dell'acqua rivelarono pallini di piombo e tracce di idrocarburi; il sospetto era che le monoposto corressero sottopeso. Il team inglese fu squalificato e Bellof perse i risultati ottenuti. Successivamente terminò undicesimo a Brands Hatch e nono a Zandvoort.
L'anno successivo firmò per il team di Walter Brun nel campionato Endurance, sempre su una Porsche 956. In F1 all'Estoril, sotto la pioggia regalò al suo team un insperato sesto posto, a cui fece seguito un quarto a Detroit, ma i limiti tecnici del datato DFY, e l'incessante crisi economica, limitarono le ambizioni del pilota che, riuscì comunque a terminare ottavo a Nürburgring e settimo a Österreichring.

### La morte

La Porsche 956B del team Brun Motorsport portata alla vittoria dall'equipaggio Stuck-Bellof nella 1000 km di Imola, 16 settembre 1984; sulla stessa vettura, un anno dopo, Bellof troverà la morte nella 1000 km di Spa.

Il primo settembre 1985 partecipò alla 1000 km di Spa con la Porsche 956B del team Brun; in un tentativo di sorpasso al leader della gara Jacky Ickx sulla Porsche 962C ufficiale, che da alcuni giri gli resisteva tenacemente, Bellof affiancò il belga all'Eau Rouge, che lo chiuse nel tentativo d'impostare la traiettoria più facile su una delle curve più pericolose del circuito, il Raidillon; Bellof si schiantò frontalmente, a circa 260 km/h, contro il muretto di cemento all'esterno della curva mentre Ickx, finito in testacoda, colpì il muro con il retro e rimase illeso. L'incendio della 956, in aggiunta alle gravi lesioni al torace, alle gambe e alla spina dorsale, furono fatali per Bellof, che si presume essere giunto già morto all'ospedale di Stavelot, il comune di appartenenza del circuito.
La principale differenza tra la Porsche 956 e la 962 era legata alla sicurezza e l'incidente, il giorno dopo quello in cui Jonathan Palmer con un'altra 956 si ferì alle gambe, accelerò per i team privati la sostituzione della prima vettura con la seconda. Infatti, su richiesta della federazione americana IMSA gli ingegneri di Stoccarda avevano nel 1984 migliorato con il modello 962 la sicurezza delle loro vetture Sport: sulla 956, a differenza della 962 e della Lancia LC2, la pedaliera era in posizione avanzata rispetto all'asse anteriore, sicché in caso di collisione le gambe del pilota erano più facilmente esposte a lesioni gravi se non fatali. Spostando l'assale anteriore in avanti di 120 mm, si ottenne una pedaliera in una posizione meno esposta, garantendo maggior protezione al pilota, e ottenendo inoltre, grazie al più ridotto sbalzo anteriore, una minore sensibilità aerodinamica al beccheggio.
Mentre i team privati statunitensi utilizzavano già dal 1984 il modello 962, obbligati dal regolamento IMSA, i team partecipanti al mondiale e al campionato giapponese poterono utilizzare sino alla fine del 1986 vetture con la pedaliera avanzata. In F1 tale soluzione fu vietata solo tra il 1988 e il 1989. Va però ricordato che Manfred Winkelhock era rimasto ucciso in un incidente poche settimane prima a Mosport, sulla teoricamente più sicura 962.
Stefan Bellof è il detentore del record sul Nordschleife del Nürburgring per il giro più veloce: 6 minuti e 11 secondi in qualifica, e il record per il giro più veloce in gara,  6 minuti e 28 secondi, su una Porsche 956.
Bellof è sepolto presso il cimitero di Rodtberg, a Gießen.

### Risultati completi nel Campionato europeo Formula 2
(Legenda: Il grassetto indica le pole-position, il corsivo i giri veloci)
| Anno | Squadra           | Vettura | Motore | 1     | 2       | 3       | 4       | 5     | 6       | 7     | 8       | 9      | 10      | 11      | 12    | 13    | Punti | Pos. |
| ---- | ----------------- | ------- | ------ | ----- | ------- | ------- | ------- | ----- | ------- | ----- | ------- | ------ | ------- | ------- | ----- | ----- | ----- | ---- |
| 1982 | Maurer Motorsport | Maurer  | BMW    | SIL 1 | HOC 1   | THR Rit | NÜR 5   | MUG 7 | VAL Rit | PAU 9 | SPA Rit | HOC 3  | DON 6   | MAN Rit | PER 2 | MIS 5 | 33    | 4º   |
| 1983 | Maurer Motorsport | Maurer  | BMW    | SIL 4 | THR Rit | HOC NP  | NÜR Rit | VAL   | PAU SQ  | JAR 2 | DON 7   | MIS NP | PER Rit | ZOL 7   | MUG   |       | 9     | 9º   |

## Risultati completi in F1
| 1984 | Scuderia | Vettura |    |    |    |    |    |    |    |    |    |    |    |    |    |    |  |  |  | Punti | Pos. |
| ---- | -------- | ------- | -- | -- | -- | -- | -- | -- | -- | -- | -- | -- | -- | -- | -- | -- |  |  |  | ----- | ---- |
| 1984 | Tyrrell  | 012     | SQ | SQ | SQ | SQ | SQ | SQ | SQ | SQ | SQ | SQ | NA | NQ | SQ | ES |  |  |  | 0     |      |

| 1985 | Scuderia | Vettura   |  |   |     |    |    |   |    |    |   |   |     |  |  |  |  |  |  | Punti | Pos. |
| ---- | -------- | --------- |  | - | --- | -- | -- | - | -- | -- | - | - | --- |  |  |  |  |  |  | ----- | ---- |
| 1985 | Tyrrell  | 012 e 014 |  | 6 | Rit | NQ | 11 | 4 | 13 | 11 | 8 | 7 | Rit |  |  |  |  |  |  | 4     | 16º  |

| Legenda | 1º posto     | 2º posto | 3º posto    | A punti         | Senza punti/Non class.  | Grassetto – Pole position Corsivo – Giro più veloce |
| Legenda | Squalificato | Ritirato | Non partito | Non qualificato | Solo prove/Terzo pilota | Grassetto – Pole position Corsivo – Giro più veloce |